# 아일로 (영화)
《아일로》(프랑스어: Aïlo: Une odyssée en Laponie)는 2018년에 공개한 프랑스의 영화이다.

## 캐스팅
- 고몽 : 내레이션 (한국어)
- 알데베르트 : 내레이션 (프랑스어)
- 프린시 : 순록 아일로 역

## 기타
- 수입사 :  올스타엔터테인먼트